# Andrew Vivian
Andrew Vivian (né le 30 novembre 1759 à Camborne et mort le 5 septembre 1842 également à Camborne) est un contremaître de la mine de Dolcoath, dans les Cornouailles. 
Il s'associa avec son cousin Richard Trevithick, l’inventeur de la machine à vapeur à haute pression, et l’entrepreneur Davis Giddy, pour financer la fabrication de la première locomotive. Avec ses associés, il déposa, au mois de mars 1802, le premier brevet de moteur à haute pression pour génératrices ou locomotives.

## Biographie

### Famille
Andrew Vivian est né le 30 novembre 1759 au hameau de Vellansaundry sur le territoire de la paroisse civile de Camborne. Il est le fils cadet de John Vivian et de sa femme Anne. 
Il épousa d'abord Sarah Carbis, dont il n'eut qu'un enfant : Andrew Vivian (1787–1805). Il épousa en secondes noces Frances Knight, fille Stephen Knight d'Illogan, dont il eut plusieurs enfants : Henry Andrew Vivian de Camborne (baptisé en 1793) épousa Mary Lean en premières noces, puis Elizabeth Philips ; John Vivian de Townsend (baptisé en 1797, fils benjamin) épousa Mary Ann Banfield ; Frances Vivian (baptisé en 1792) épousa Edward Godfrey Scholey Gurney de Camborne ; Lavinia Vivian (baptisé en 1801) épousa William Yewens of Camborne ; Caroline Vivian (baptisé en 1806) épousa Rev Thomas Pomery Leigh Yewens ; Richard Glasson Vivian (baptisé en 1795, décédé prématurément) ;Charles Vivian (baptisé en 1805) ; Andrew Vivian de Camborne (décédé prématurément) ; Julia Vivian.

### Collaboration avec Trevithick

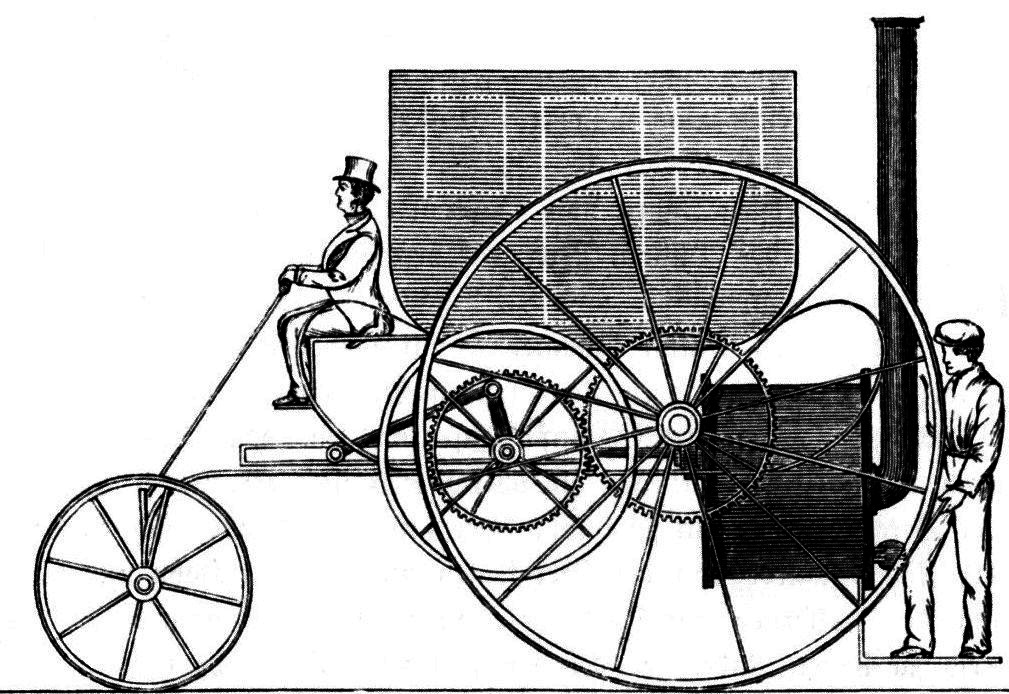
Le London Steam Carriage de Trevithick et Vivian, en démonstration à Londres (1803).

Dès 1790, Andrew Vivian ouvre une quincaillerie pour les mineurs du pays, puis il est nommé successivement contremaître de la mine voisine de Stray Park (1793), et de celle de Dolcoath (1798), où il recruta Richard Trevithick comme technicien.
En 1801, Richard Trevithick venait d'achever le montage de son premier véhicule automoteur à Camborne : il le présenta au  public la veille de noël, avec son cousin Vivian aux commandes. Le premier jour, il parcourut les rues de la ville et même remonta la rue fort déclive de Beacon Hill. Le lendemain, il descendit jusqu'au village de Crane, où vivait la famille de Vivian ; mais une semaine plus tard, lors d'un nouveau voyage, la machine versa à cause d'une ornière. On la recouvrit d'un capot pendant que Trevithick et Vivian déjeunaient à l'auberge voisine ; mais à leur retour, faute d'eau, la chaudière avait brûlé la charpente du véhicule.
Trevithick et Vivian obtiennent le 24 mai 1802 « une patente pour une machine à vapeur perfectionnée, qu'ils destinaient particulièrement à faire marcher des chariots et des voitures ». Cette nouvelle machine est simple et légère « le foyer et le cylindre étaient placés dans la chaudière ; le balancier, le condenseur et la pompe à air étaient supprimés, et toutes les pièces du mécanisme réunies dans le plus petit espace possible ».
Les deux collaborateurs testèrent cette seconde locomotive, d'abord à Camborne, puis, au début de l'année 1803, à Londres : elle fut chargée à bord de la Little Catherine, une péniche commandée par John Vivian (1784–1871), neveu d’Andrew Vivian. Au mois d'août 1803, ils chargèrent Felton, charpentier de Leather Lane (Londres), de fabriquer la voiture, et le moteur fut monté dessus par un certain William West, sous le contrôle de Trevithick et Vivian. Le véhicule fonctionna parfaitement, mais dans l'indifférence générale des Londoniens : étant donné, en effet, l'état des chaussées de la capitale à l'époque, la voiture circulait maladroitement et une pièce tordue la mit hors d'usage. Face à ce nouvel échec, Vivian décida de se retirer de l'entreprise et revendit son brevet en 1805.
Andrew Vivian meurt à Camborne le 5 septembre 1842.